# Ricardo Vidal
Ricardo Tito Vidal y Jamín (Mogpog, Filipinas; 6 de febrero de 1931-Cebú, 18 de octubre de 2017) fue un cardenal filipino, arzobispo emérito de Cebú.

## Biografía

### Formación
Hizo sus estudios en el seminario menor del Santísimo Rosario (que más tarde asumió el título de Nuestra Señora de Monte Carmelo) y en el seminario de San Carlos.

### Sacerdocio
Fue ordenado sacerdote el 17 de marzo de 1956. El obispo de Lucena le nombró director espiritual del seminario local de Monte Carmelo. Luego se convirtió en superior del mismo instituto y se dedicó a la formación de los jóvenes candidatos al sacerdocio.

### Episcopado
El 10 de septiembre de 1971, en que fue nombrado Obispo Coadjutor de Malolos, Bulacan, y titular de la sede de Claterna. Recibió la ordenación episcopal el 30 de noviembre de 1971. El 22 de agosto de 1973 fue nombrado arzobispo de Lipa por el papa Pablo VI, en Batangas.
El 13 de abril de 1981 fue nombrado coadjutor con derecho de sucesión al arzobispo de Cebú, el cardenal Julio Rosales. Fue nombrado arzobispo el 24 de agosto de 1982.
Fue presidente de la Comisión Episcopal para las Vocaciones en la Conferencia Episcopal de Filipinas. También fue vicepresidente de la Conferencia Episcopal y presidente desde 1985 hasta 1987.
Creado y proclamado cardenal por el papa Juan Pablo II en el Consistorio del 25 de mayo de 1985, con el título de Santos Pedro y Pablo en Vía Ostiense.
Participó en el Cónclave de 2005.

### Fallecimiento
Fue arzobispo emérito de Cebú (Filipinas) desde el 15 de octubre de 2010 hasta su fallecimiento en 2017. El funeral se celebró el 26 de octubre en la Catedral metropolitana de Cebú y fue presidido por su sucesor José Serofia Palma. Al final del rito fue enterrado en el mausoleo de la Catedral.